# Kassationshof (Belgien)
Der Kassationshof (niederländisch Hof van Cassatie, französisch Cour de cassation) ist das oberste Gericht der ordentlichen Gerichtsbarkeit Belgiens und damit die letzte Instanz in Zivil- und Strafverfahren. Als Vorbild diente der französische Kassationshof, dessen Zuständigkeiten den belgischen ähneln.

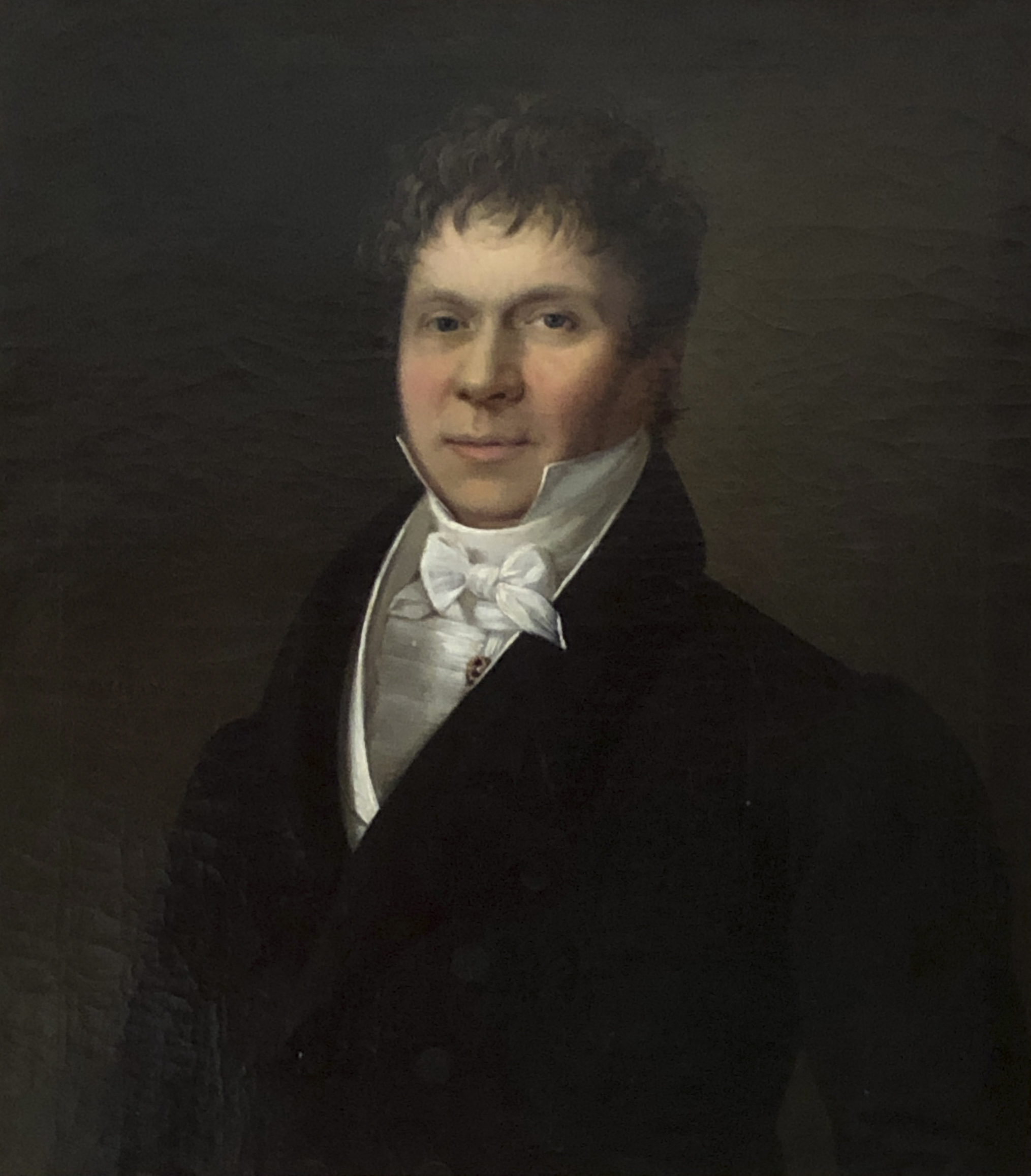
Jean-Louis van Dievoet (1777–1854) war der erste Sekretär des Kassationshofes nach der Unabhängigkeit.

## Organisation
Das Gericht umfasst drei Kammern mit 16 Richtern. Jede mit einem Präsidenten (voorzitter bzw. président) versehene Kammer hat eine niederländisch- und eine französischsprachige Abteilung (afdeling bzw. section), deren jede über einen Abteilungspräsidenten (afdelingsvoorzitter bzw. président de la section) verfügt. An der Spitze des Gesamtgerichts steht ein Erster Präsident.
Die Generalstaatsanwaltschaft (parket-generaal bzw. parquet général) wird von einem Generalprokurator (procureur-generaal bzw. procureur-general) geleitet, der zwar Richter ist, Fälle aber nicht selbst verhandelt.

## Anwaltschaft
Grundsätzlich muss sich jede Partei vor dem Kassationshof durch einen dort zugelassenen „Anwalt beim Kassationshof“ (advocaat bij het Hof van Cassatie bzw. avocat à la Cour de Cassation) vertreten lassen.

## Zuständigkeit
- Der Kassationshof entscheidet in letzter Instanz über Rechtsmittel gegen Entscheidungen der Appellations-, der Arbeits- oder der Geschworenengerichte.[1][2] Dabei kann der Kassationshof die Entscheidungen entweder kassieren oder bestätigen, nicht jedoch selbst entscheiden. Möglich ist auch eine Teilkassation (gedeeltelijke cassatie bzw. cassation partielle). Nach jeder Kassation entscheidet das Gericht, dessen Entscheidung kassiert worden ist, erneut. Während die erste oder zweite Entscheidung des Kassationshofs rechtlich nicht bindend sind, ist die dritte unumstößlich.

- Der Kassationshof entscheidet auch in Zweifelsfällen über die Zuständigkeit des Rechtsweges zu den ordentlichen oder Verwaltungsgerichten.

- Der Kassationshof kann wegen EG-Rechts Vorlagen an den Europäischen Gerichtshof oder wegen belgischen Verfassungsrechts an den Verfassungsgerichtshof (bis 2007 Schiedshof genannt) richten.

## Weblink
- Webpräsenz des belgischen Kassationshofs (mehrsprachig)